# Chmeľnica
Chmeľnica (do roku 1927 Hopgart, mezi roky 1927–1948 Hobgart, maďarsky Komlóskert, německy Hopgarten) je obec na Slovensku v okrese Stará Ľubovňa. Žije zde přibližně 1 000 obyvatel. První písemná zmínka o obci pochází z roku 1315. Od Staré Ľubovně je vzdálena 3 km. Obyvatelstvo se vyznačuje významnou německou menšinou, veřejné nápisy v obci jsou dvojjazyčné a obec pravidelně pořádá slavnosti Dny německé kultury. V obci je barokní římskokatolický kostel svatého Ondřeje z 16. století.